# Васильев, Павел Васильевич (актёр)
Павел Васильевич Васильев (1832—1879) — российский актёр, театральный педагог.

## Биография
Павел Васильев родился в 1832 году в городе Москве. Первоначальное образование получил в Московском мещанском училище. В 1842 году стараниями своего брата, Сергея, был принят в Московское театральное училище и через пять лет на экзаменах с успехом сыграл роль Осипа (слуги Хлестакова) в комедии «Ревизор». Однако, с Васильевым повторилось то, что некогда произошло с Дюром и Каратыгиным: его актёрское дарование не было оценено по достоинству, и он был выпущен в балет. Неудивительно, что в 1847 году он оставил московскую сцену.
Тринадцать лет странствовал П. Васильев по разным провинциальным городам (играл в Харькове, Полтаве, Одессе, Кишинёве и др.), исполняя самые разнообразные роли. В 1860 году он заменил на петербургской сцене только что умершего А. Е. Мартынова и скоро достиг большого успеха в ролях Любима Торцова («Бедность не порок») и Расплюева («Свадьба Кречинского»), которые играл совершенно по-своему, не копируя славившегося в этих ролях Прова Садовского.
В столице Российской империи городе Санкт-Петербурге П. В. Васильев играл до 1874 года (с перерывом в сезон 1864—1865, когда играл в Вильне), а затем поступил в «Общедоступный театр» города Москвы. По мнению большинства критиков, его лучшие роли были сыграны в произведениях А. Н. Островского. В «Хронике» Вольфа (Ч. III, С. 94—95) приведён список 123 ролей, сыгранных им на петербургских подмостках.
Игра Васильева отличалась страстностью, но была чужда всяких неестественных эффектов. Васильев превосходно знал крестьянский быт, что заметно было, например, в его исполнении «Чужое добро впрок не идёт». В феврале 1879 года Васильев приезжал в Петербург, затем ездил в город Псков.
С 1868 по 1874 год Васильев преподавал в Санкт-Петербургском театральном училище (ныне Российский государственный институт сценических искусств).
Павел Васильевич Васильев умер 29 марта 1879 года в родном городе. Похоронен на Ваганьковском кладбище; могила утрачена.